# Bechor-Shalom Sheetrit
Bechor-Shalom Shitrit (în ebraică: בכור-שלום שטרית, 1895 – 28 ianuarie 1967) a fost un jurist și politician israelian, ministru și singurul semnatar al declarației de independență a Israelului care s-a născut în țară. El a ocupat postul de ministru al poliției de la independență și până la moartea sa în 1967, fiind până în prezent membrul de cabinet cu cea mai lungă perioadă petrecută în același post.

## Biografie
Născut în Tiberias, Palestina, în Sangeacul Acra, Vilayetul Beirut, din vremea Imperiului Otoman, într-o familie de evrei marocani care a imigrat în Palestina în secolul al XIX-lea, Shitrit a fost educat într-un heder, într-o școală a Alianței și într-o Ieșiva. După terminarea școlii s-a înscris la Universitatea Ebraică din Ierusalim, pe care a absolvit-o ca avocat.
În tinerețe a devenit implicat în activități sioniste și a fost fondatorul asociației sioniste Tehiya din orașul natal. Ulterior s-a alăturat partidului sionist social -democrat Hapoel Hatzair, fiind influențat de ideologia kibuțului Degania.
În timpul Primului Război Mondial a deținut funcția de mukhtar (primar) al localității Kinneret și a organizat poliția locală până la sosirea în regiune a armatei britanice.
După război, Shitrit a ocupat diferite funcții în poliție, inclusiv cea de comandant al regiunii Galileea Inferioară (unde a ajutat la organizarea poliției călare), comandant adjunct al Academiei de poliție din Ierusalim, și a fost procurorul din procesul asasinării lui Haim Arlosoroff. A fost numit judecător districtual în 1935 și a servit ulterior ca judecătorul districtual principal în Lod, între 1945 și 1948.
Membru proeminent al partidului Comunităților Sefarde și Orientale, Sheetrit s-a alăturat legislativului comunității evreiești pre-israeliene, „Consiliul Poporului” - „Moetzet HaAm”. A făcut parte și din  „Minhelet HaAm”, proto-cabinetul evreiesc, fiind singurul său membru sefard. După semnarea declarației de independență a Israelului, la 14 mai 1948, Shitrit a fost numit ministru al poliției și ministru pentru problemele minorităților (un post nou înființat) în guvernul provizoriu condus de David Ben-Gurion.
Deși Shitrit avea îndoieli privind loialitatea față de noul stat a arabilor israelieni, ca vorbitor nativ de arabă palestiniană el era popular printre membrii comunității arabe. Totuși, în urma neînțelegerilor cu Ministerul Cultelor și cu autoritatea militară care controla majoritatea zonelor arabe după încheierea războiului, Ministerul pentru Problemele Minorităților a fost desființat în 1949.
După alegerile din 1949 pentru primul Knesset, în care a câștigat sub conducerea sa cinci locuri de deputați, partidul s-a alăturat din nou guvernului lui Ben Gurion, iar Shitrit a rămas ministrul poliției. Anterior alegerilor din 1951, Shitrit s-a înscris în Mapai, partidul lui Ben Gurion, și a fost reconfirmat în postul de ministru după ce a fost reales în Knesset pe lista noului său partid.
Reales în 1955, 1959, 1961 și 1965 (la acea dată Mapai fuzionase cu partidul Ahdut Haavodá în cadrul Alinierii Laburiste - Maarakh), Shitrit și-a păstrat postul în cabinet și sub noii prim-miniștri Moshe Sharett și Levi Eșkol. A decedat în funcție, la Tel Aviv în ianuarie 1967  după peste 18 ani ca ministru și după ce a făcut parte din 14 guverne diferite.

## References
1. ↑  For this reason we congregated Arhivat în 13 octombrie 2007, la Wayback Machine. Iton Tel Aviv, 23 aprilie 2004 he
2. 1 2  Dowty, Alan (1988) The Jewish State : A Century Later, University of California Press
3. ↑  The Signatories of the Declaration of the Establishment of the State of Israel Jewish Virtual Library
4. ↑  Peled, Alisa Rubin (2002) The Other Side of 1948: The Forgotten Benevolence of Bechor Shalom Shitrit and the Ministry of Minority Affairs Israel Affairs, Vol.8, No.3, pp 84–103
5. ↑  [http://www.tidhar.tourolib.org/tidhar/view/16/5008 Lexiconul Tidhar al fondatorilor Israelului

## External links
- Bechor-Shalom Sheetrit pe site-ul Knesset
- Bechor-Shalom Sheetrit în Mișcarea Laburistă he